# Löfflerschule
Die Staatliche Grundschule „Josias Friedrich Löffler“ ist eine Grundschule in Gotha. Das unter Denkmalschutz stehende Schulhaus wurde 1892 erbaut und 1894 um eine Turnhalle erweitert. Die Schule trug anfangs den Namen von Josias Friedrich Löffler und diente dann ab 1959, damals nach Käthe Kollwitz benannt, als Berufsschule. 1991 wurde das Gebäude wieder Grundschule, die seit 1992 erneut Löfflers Namen trägt.

## Geschichte

### Neue Volksschule für die wachsenden Vorstädte
Die Gothaer Stadtverordneten beschlossen 1889, zu einer Zeit stetig wachsender Schülerzahlen, den Bau einer 18- bis 20-klassigen Schule für Jungen und Mädchen aus der Süd- und Westvorstadt. Die Pläne lieferte der Architekt und Stadtbaumeister Julius Bertuch, der später dafür mit dem Ritterkreuz des Ernestinischen Hausordens ausgezeichnet wurde. 1891 war der Plan für die Schule vollendet und die Stadtverordneten bewilligten 264.000 RM für den Neubau. Die Herzogliche Kammer erwarb für den Schulbau ein Gartengrundstück des Oberhofmeisters Scheliha. Bertuch schuf eine Schule für 1400 Kinder in 23 Klassen und die allererste mit Badeeinrichtungen, nämlich einem Brausebad im Keller, die dann 1891/92 errichtet wurde. Die Schulkommission schlug mehrheitlich den Pädagogen Andreas Reyher als Namenspatron der Schule vor, die Stadtverordneten einigten sich jedoch auf den Gothaer Pfarrers Josias Friedrich Löffler (1752–1816), der das Schulwesen in Gotha mitbegründet hatte. Die Schule wurde am 10. Oktober 1892 eingeweiht; gleichzeitig schlossen die von Löffler im Jahr 1800 gegründete bisherige Freischule und die Vorstadtschule auf dem Hohen Sand, deren Schüler in die Löfflerschule wechselten. Erster Direktor wurde der vormalige Direktor der Freischule, Carl Jakob. Seit Beginn wirkte dort der Biologe Jakob Schäffer, der das Aquarium Gotha mitgründete. Die 1893/94 erbaute Turnhalle war erst die zweite in Gotha; außer dem Turnunterricht in der Halle und im Freigelände gab man auch Schwimmunterricht im Paul-Sauerbrey-Bad.
Zu Beginn des Ersten Weltkriegs wurde die Schule kurzzeitig der Heeresverwaltung unterstellt, da die Kasernen der Stadt nicht mehr ausreichten und man Räume für die Aufstellung eines Bataillons für die Westfront benötigte. Auch im Zweiten Weltkrieg diente die Schule zeitweilig als Militärunterkunft, die Löfflerschüler gingen währenddessen auf andere Schulen in Gotha. Im Sommer 1943 unterrichtete man 501 Knaben in 11 Klassen und 466 Mädchen in 12 Klassen. Vermutlich beim Luftangriff vom 15. November 1944 wurde der Westflügel der Schule zerstört. Das in diesem Flügel untergebrachte Schularchiv hat die Zerstörungen erstaunlicherweise überdauert.

### Neubeginn nach dem Zweiten Weltkrieg
Nach dem Zweiten Weltkrieg nahm die Löfflerschule den Schulbetrieb wieder auf; weil das Gebäude stark beschädigt war, bezog man jedoch zunächst Räume in anderen Schulen – im Oktober 1945 im Lyzeum in der Bürgeraue und im April 1947 das ehemalige Gymnasium in der Bergallee. 1948 begannen die Arbeiten zum Wiederaufbau der Löfflerschule, die im September 1949 an die Schulbehörden übergeben wurde. Das wiederhergestellte Schulhaus zeigt in vielerlei Hinsicht die Mangelwirtschaft der Nachkriegsjahre, doch erhielt die Löfflerschule als erste in Gotha einen naturwissenschaftlichen Fachunterrichtsraum für Physik und Chemie. Jungen und Mädchen wurden nun erstmals gemischt unterrichtet.

### Gewerbliche Berufsschule ab 1959
Zu Beginn des Schuljahrs 1959/60 bezog der Oberschulzweig der Löfflerschule die Räume der Gewerbeschule in der Schäferstraße, während die Gewerbeschüler ihrerseits in den Löfflerschulbau wechselten. Die Gewerbliche Berufsschule Käthe Kollwitz vereinigte hier unter einem Dach die bisherigen drei Gothaer Gewerbeschulen.
Am ohnehin nur notdürftig nach dem Krieg wiederhergestellten Schulgebäude unterblieben nötige Reparaturen und Ausbesserungen, so dass die Schule bei fortwährendem Schulbetrieb bis zum Beginn der 1970er Jahre stark verfiel. Einige tragende Konstruktionsteile waren eingestürzt, die Treppenhäuser waren marode und die Geschossdecken drohten herabzufallen. Ab 1973 wurden die Treppenhäuser und einige Decken erneuert und das Dach repariert. Man plante auch die Rekonstruktion der sanitären Anlagen der Schule, doch blieb es vorerst bei einem Flachdach-Behelfsbau außerhalb des Schulgebäudes, bis 1984 endlich Geldmittel für die Toiletten im Schulhaus zur Verfügung standen. Im Januar 1986 verursachte ein Sturm größere Schäden an der Schule, der davon ein marodes Dach blieb, das man abermals erst einige Jahre später reparieren konnte.

### Grundschule seit 1991
Nach dem Schulstandortkonzept der Stadt Gotha, das nach der politischen Wende in der DDR aufgestellt wurde, sollte die Berufsschule ausziehen und das Schulhaus zur Grundschule umgenutzt werden. Nach dem Wegzug der Berufsschule 1991 wurde die Schule umbenannt zur Staatlichen Grundschule Am Tivoli, im April 1992 kehrte man zum alten Namensgeber Löffler zurück. Bis zum Jahr 2000 wurde mehrfach saniert und umgebaut. Das Mauerwerk der Schule wurde trockengelegt und die Turnhalle grundlegend saniert. 1994 gestaltete man die Außenanlagen neu und nahm einen neuen Schulgarten in Dienst. 1995 erhielt die Schule eine neue Erdgasheizung. 1996 versetzte man das Löfflerdenkmal vom Augustinerkloster in den Schulhof. Im Jahr 2000 erhielt die Schule einen neuen multifunktional nutzbaren Speiseraum sowie neue Werkräume.

## Gebäude
Das Schulgebäude ist ein dreigeschossiger Backsteinbau auf Sandsteinsockel.